# راكيل روجاس
راكيل روجاس (بالإسبانية: Raquel Rojas)‏ هي ممثلة فنزويلية، ولدت في 24 مايو 1994 في ماردة في فنزويلا.

## وصلات خارجية
- راكيل روجاس على موقع IMDb (الإنجليزية)
- راكيل روجاس على موقع قاعدة بيانات الفيلم (الإنجليزية)